# Михайлик Віктор Дмитрович
Михайлик Віктор Дмитрович (народ. 20 червня 1937, м. Гадяч) — український науковець, доктор технічних наук (1990), професор (1991).
Коло наукових зацікавленостей: «промислова теплоенергетика».

## З творчої біографії
Михайлик В. Д. закінчив Гадяцьку середню школу № 2 і потім Київський технологічний інститут харчової промисловості (1961).
З 1961 р. працював на посаді інженера-конструктора відділу головного енергетика Тракторного заводу (м.Мінськ, Білорусь).
У період 1975—1984 рр. — завідувач відділу промислової енергетики, завідувач сектору використання вторинних енергоресурсів Білоруського відділення Інституту ВНІПІЕЭП.
У 1984—1991 рр. обіймав посаду завідувача кафедри Інституту хімічного машинобудування (м.Тамбов, Росія).
З 1991 р. — професор, з 1997 р. — завідувач кафедри екології і безпеки життєдіяльності Херсонського національного технічного університету.

## Творчий доробок
Автор монографій, більш ніж 100 наукових праць, понад 150 винаходів.

## Нагороди і відзнаки
Нагороджений Грамотою Державного департаменту інтелектуальної власності України.